# 奧利佛·馬丁內斯
奧利佛·馬丁內斯（Olivier Martinez，1966年1月12日—）是法國的一位演員。

## 生平
他出生在巴黎，成長在一個羅馬天主教家庭 。

### 個人生活
2002年至2007年期間，與凯莉·米洛一起。2013年7月13日，與荷莉·貝瑞結婚，兩人於2016年離異。

## 演出作品
- 《黎明不會來》
- 《愛在天地滄茫時》又名屋頂上的騎兵
- 《出軌》